# Animal 82
Animal 82 (également nommée Sans titre) est une œuvre de l'artiste bulgare Liuba Kirova située à Paris, en France. Il s'agit d'une sculpture en résine conçue en 1982, placée dans le musée de la sculpture en plein air.

## Description
L'œuvre est une sculpture en résine. Elle représente une forme abstraite formée d'une partie principale verticale tronquée en oblique au sommet et portant des excroissances de chaque côté de ce dernier. Un deuxième excroissance prend naissance sur le bas de l'œuvre. Elle repose sur un petit socle rectangulaire.
La sculpture est posée sur un socle de forme rectangulaire portant un cartel indiquant les noms de l'auteur, ainsi que son matériau. Le nom de l'œuvre est juste mentionné comme étant « Sans titre ».

## Localisation
La sculpture est installée dans le musée de la sculpture en plein air, un lieu d'exposition d'œuvres de sculpteurs de la seconde moitié du XXe siècle, dans le jardin Tino-Rossi, sur le port Saint-Bernard et le long de la Seine, dans le 5e arrondissement de Paris.

## Artiste
Liuba Kirova (née en 1923) est une artiste bulgare.